# Ivanildo Sax de Ouro
Ivanildo José da Silva, conhecido como Ivanildo Sax de Ouro (Amaraji, 17 de setembro de 1932 – Natal, 11 de junho de 2022), foi um saxofonista brasileiro.

## Biografia
Pernambucano de nascimento e cearense e potiguar por opção, como gostava de se definir, Ivanildo começou seus estudos aos 12 anos, na Escola de Música do Colégio Salesiano. Os pais queriam que fosse advogado, mas a paixão pelo saxofone falou mais alto. Fã incondicional de Charlie Parker, Ivanildo colecionava fotos antigas e quase todos os discos do ídolo.
Da revista cearense Folha do Rádio, Ivanildo recebeu prêmios como melhor músico, melhor solista, melhor instrumentista e melhor conjunto. Já foi escolhido o melhor saxofonista do Nordeste e homenageado pela Força Aérea Brasileira com a medalha do Mérito Santos Dumont.
Em 28 de maio de 2022, Ivanildo foi internado no Hospital São Lucas com princípios de pressão alta e insuficiência renal crônica. O músico fez hemodiálise porém adquiriu pneumonia, que agravou seu estado de saúde. Ivanildo faleceu no dia 11 de junho de 2022, aos 89 anos, e a causa de sua morte não foi revelada.